# Phasicnecus
Phasicnecus é um gênero de mariposa pertencente à família Bombycidae.